# Cameron (Missouri)
Cameron is een plaats (city) in de Amerikaanse staat Missouri, en valt bestuurlijk gezien onder Clinton County en DeKalb County.

## Demografie
Bij de volkstelling in 2000 werd het aantal inwoners vastgesteld op 8312.
In 2006 is het aantal inwoners door het United States Census Bureau geschat op 9119, een stijging van 807 (9,7%).

## Geografie
Volgens het United States Census Bureau beslaat de plaats een oppervlakte van
13,9 km², waarvan 13,8 km² land en 0,1 km² water.

## Plaatsen in de nabije omgeving
De onderstaande figuur toont nabijgelegen plaatsen in een straal van 20 km rond Cameron.